# Cybocephalus decaeni
Cybocephalus decaeni is een keversoort uit de familie Cybocephalidae. De wetenschappelijke naam van de soort is voor het eerst geldig gepubliceerd in 1959 door Vinson.